# Souk El Thenine
Souk El Thenine là một đô thị thuộc tỉnh Tizi Ouzou, Algérie. Dân số thời điểm năm 2002 là 13.914 người.